# Democracia iliberal
Una democracia iliberal (en inglés: Iliberal democracy) es un sistema de gobierno en el que, aunque se celebren elecciones, los ciudadanos no tienen conocimiento de las actividades de quienes ejercen el poder real debido a la falta de libertades civiles; por tanto, no es una "sociedad abierta". Hay muchos países "que no están clasificados como "libres" ni "no libres", sino como "probablemente libres", que se encuentran en algún lugar entre regímenes democráticos y no democráticos.
Los gobernantes de una democracia iliberal pueden ignorar o eludir los límites constitucionales de su poder. También tienden a ignorar la voluntad de la minoría, que es lo que hace que la democracia sea antiliberal. Las elecciones en una democracia iliberal a menudo son manipuladas o amañadas, y se utilizan para legitimar y consolidar al titular en lugar de elegir a los líderes y las políticas del país.
Los politólogos y los historiadores sostienen que la democracia iliberal es antidemocrática y, por lo tanto, algunos prefieren utilizar términos como «autoritarismo electoral», «autoritarismo competitivo» o «autoritarismo blando».
El historiador italiano Steven Forti considera que la plasmación más acabada de la «democracia iliberal» sería la Hungría de Viktor Orbán, además de constituir «el único modelo exitoso al cual todas las formaciones ultraderechistas ―aún más en países miembros de la Unión Europea y la OTAN― pueden mirar», como sería el caso de la Polonia del PiS. Forti recuerda que el estadounidense Steve Bannon ha aclamado a Orbán como «Trump antes de Trump».

## Origen y descripción

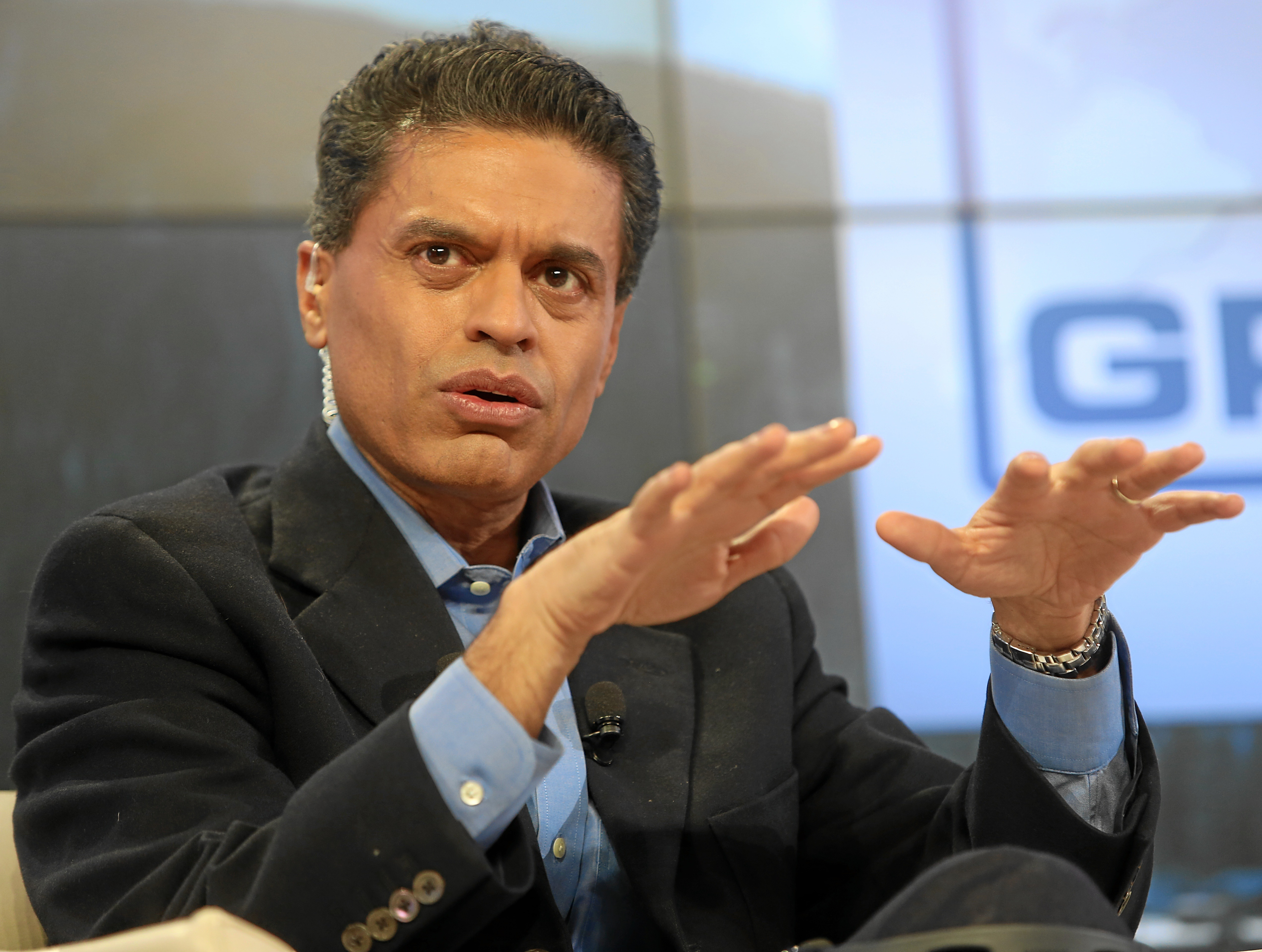
Fareed Zakaria en el Foro Económico Mundial en 2013.

El término democracia iliberal fue utilizado por el periodista Fareed Zakaria en un artículo de 1997 en la revista  Foreign Affairs que se cita frecuentemente. Anteriormente, este término fue utilizado en la década de 1990 por Pierre Rosanvallon y Étienne Balibar, en el ámbito filosófico.
Según Zakaria, están aumentando las democracias iliberales por todo el mundo y están limitando cada vez más las libertades de los pueblos que representan. Zakaria señala  que en Occidente, la democracia electoral  y las libertades civiles (de opinión, religión, etc.) van de la mano. Pero en general, a nivel mundial, estos dos conceptos se están separando. Argumenta que la democracia sin un liberalismo constitucional produce regímenes centralizados, erosión de la libertad, competición étnica, conflicto y guerra. Recientes trabajos científicos han estudiado  por qué la combinación de elecciones, instituciones generalmente asociadas con el liberalismo y la libertad han llevado sin embargo a tales resultados negativos en estas democracias iliberales. Los regímenes híbridos son sistemas políticos donde el mecanismo para determinar el acceso al poder ejecutivo combina tanto prácticas democráticas como autocráticas. En regímenes híbridos, las libertades existen y a la oposición se la deja participar en las elecciones, pero el sistema de separación de poderes no funciona.
La definición de Zakaria fue promovida por el primer ministro húngaro Viktor Orbán en 2014, quien puso este concepto en el centro de la creación de su propio partido, Fidesz. Reclamó que el objetivo del partido era crear "un estado iliberal, un estado no liberal [que] no rechaza los principios fundamentales del liberalismo tales como la libertad, y  podría listar unos cuantos más, pero no hace esta ideología el elemento central de la organización del estado, sino que, en cambio, incluye un enfoque  diferente, especial, nacional". Orbán reclamó que su forma de "democracia iliberal" desdeñaba la tolerancia de las minorías, creía en una forma fuerte de dominio por las mayorías, rechazaba la separación de poderes, y creía en el nacionalismo y el separatismo. De hecho,  Orbán modificó la Constitución húngara para reflejar los valores iliberales de Fidesz.
El tipo de régimen es importante para las democracias iliberales. Esto es porque las democracias iliberales pueden originarse a partir tanto de democracias liberales consolidadas como de estados autoritarios. Zakaria inicialmente escribió su artículo usando el término  democracia iliberal como sinónimo de  seudo-autocracias, pero este término en la actualidad se suele usar para describir países que están bajando potencialmente en cuanto a democracia también. Más abajo  se explica cómo las democracias iliberales —en este caso los regímenes autocráticos— pueden intentar demostrar falsas tendencias liberales para consolidar su régimen. 
Jennifer Gandhi argumenta que muchos autócratas permiten celebrar elecciones en su forma de gobierno para estabilizar y reforzar sus regímenes. Primero, J. Gandhi argumenta que las elecciones ayudan a sus dirigentes a solucionar amenazas de las élites y de las masas mediante la apaciguación de aquellos capaces de usurpar el poder con dinero, y asegurando la cooperación del público general con concesiones políticas. J. Gandhi también sostiene que las elecciones iliberales  sirven a otros propósitos útiles, como proporcionar a los autócratas información sobre sus ciudadanos y establecer legitimidad tanto en el interior como en la comunidad internacional, y que estas otras funciones  tienen que ser dilucidadas en investigaciones posteriores. Un ejemplo de la durabilidad de régimen proporcionada por la democracia iliberal es el régimen egipcio de Mubarak. Lisa Blaydes muestra que bajo el largo mando de Mubarak, las elecciones proporcionaron un mecanismo mediante el cual las élites compraban votos para apoyar al gobierno (mediante la  distribución de bienes  de primera necesidad y de recursos para el público) para adquirir inmunidad parlamentaria controlada por el régimen. Esto les permitió acumular riqueza ilícita y extraer recursos estatales sin que hubiese consecuencias legales. Esta investigación sugiere que, dada la función estabilizadora que proporcionan las elecciones iliberales, los estados gobernado bajo democracias iliberales pueden tener pocas perspectivas de evolucionar hacia una transición a un sistema democrático protegido por libertades constitucionales.
Para disuadir  y promover el desarrollo de democracias liberales con "elecciones libres y justas", Zakaria propone que la comunidad internacional y los Estados Unidos tienen que acabar su "obsesión por las papeletas" y promover una liberalización gradual de las sociedades. Zakaria sugiere instituciones del tipo de la Organización de Comercio Mundial, el Sistema de Reserva Federal estadounidense, y un control del poder en forma de un poder judicial para promover la democracia y limitar el poder de personas que pueden ser destructivas.  Los gobiernos democráticos iliberales pueden creer que tienen mandato para actuar de cualquier manera que quieran siempre que celebren elecciones normales. La carencia de libertades como la  libertad de expresión y la  libertad de reunión hacen la labor de oposición extremadamente difícil. Los gobernantes pueden centralizar los poderes entre ramas del gobierno central y de los gobiernos locales (exhibiendo una nula separación de poderes). Los medios de comunicación están a menudo controlados por el estado y apoyan fuertemente al régimen. Las organizaciones no gubernamentales pueden tener que sufrir onerosos controles o sencillamente ser prohibidas. El régimen puede utilizar la burocracia, la presión económica, el encarcelamiento o la violencia contra sus críticos. Zakaria cree que el liberalismo constitucional puede traer democracia, pero no a la inversa.

## Tipos de democracias iliberales
Hay una gama de democracias iliberales: desde las que son casi democracias liberales a las que son casi abiertamente dictaduras. Un método propuesto para determinar si un régimen es una democracia iliberal es determinar si "tiene elecciones regulares, gratuitas, imparciales y competitivas para ocupar los puestos principales de poder en el país, pero no llega a poder calificarse como Free (Libre) según los índices anuales de libertades civiles y derechos políticos de la  Freedom House". Un artículo de 2008 de Rocha Menocal, Fritz y Rakner describe la aparición de democracias iliberales y analiza algunas de las características que comparten. Rocha Menocal, Fritz, y Rakner intentan mostrar la semejanza entre democracias iliberales y regímenes híbridos. Los autores arguyen que el "optimismo democrático" de la década de 1990  —después del derrumbamiento de la Unión Soviética— llevó a la aparición de regímenes híbridos con valores iliberales. Inicialmente, las potencias occidentales supusieron que la consolidación democrática ocurriría automáticamente y desestimaron otras alternativas. En realidad, la no consolidación de la democracia ha llevado al aumento de regímenes híbridos que poseen "valores iliberales".
Otra manera de definir el grado de garantías en las libertades en un Estado puede ser el grado de firma y ratificación de cada uno de los tratados internacionales sobre derechos humanos relacionados con la ONU. Generalmente se consideran los siguientes: el Pacto Internacional de Derechos Económicos, Sociales y Culturales, el Pacto Internacional de Derechos Civiles y Políticos, la Convención Internacional sobre la Eliminación de todas las Formas de Discriminación Racial, la Convención Internacional para la protección de todas las Personas contra las Desapariciones Forzadas, la Convención sobre la Eliminación de Todas las Formas de Discriminación contra la Mujer, la Convención contra la tortura y otros tratos o penas crueles, inhumanas o degradantes, la Convención sobre los Derechos del Niño, Convención internacional sobre la protección de los derechos de todos los trabajadores migratorios y de sus familiares, y la Convención Internacional sobre los Derechos de las Personas con Discapacidad.

## Posibles casos

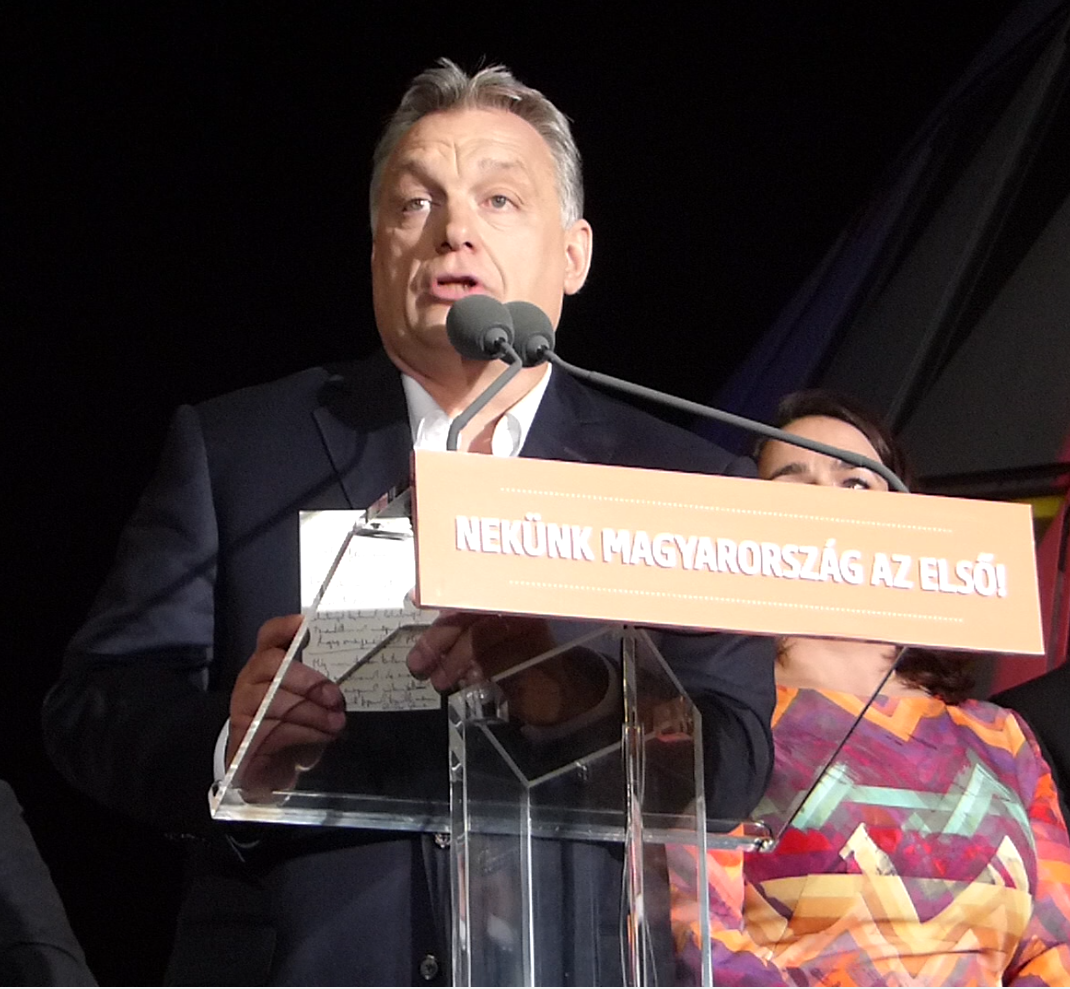
Viktor Orbán se denomina partidario del iliberalismo en un discurso pronunciado en 2014 (en esta imagen, durante su discurso después de su victoria en las elecciones húngaras de 2018).

En un discurso de 2014 después de su reelección, Viktor Orbán, el primer ministro de Hungría describió sus puntos de vista sobre el futuro de Hungría como un "Estado iliberal". En su interpretación el "Estado iliberal" no rechaza los valores de la democracia liberal, pero no los adopta como elemento central de la organización estatal. Orbán enumeró Singapur,  Rusia, Turquía, y China como ejemplos de «naciones exitosas», «ninguna de las cuales es liberal y algunas de las cuales no son ni siquiera democracias». En el discurso pronunciado el 26 de julio de 2014 Viktor Orbán, considerado por el historiador italiano Steven Forti como uno de los máximos representantes de la nueva extrema derecha («Extrema derecha 2.0»), dijo lo siguiente:

La nación húngara no es una simple suma de individuos, sino una comunidad que necesita organizarse, fortalecerse y desarrollarse, y en este sentido, el nuevo Estado que estamos construyendo es uno iliberal, un Estado no liberal. No niega los valores fundacionales del liberalismo, como la libertad, etc. Pero no hace de esta ideología un elemento central de la organización del Estado, sino que aplica en su lugar un enfoque específico, nacional, particular.

La Federación Rusa bajo Vladímir Putin también ha sido descrita como una democracia iliberal. Las elecciones tienen lugar regularmente, pero muchos observadores extranjeros (p. ej. de la OSCE) no las consideran libres o imparciales. El número  de periodistas que han sido asesinados en Rusia muestra los límites de la libertad de expresión en ese país. La mayoría de las redes de televisión importantes y los diarios son propiedad del estado o influidos por el gobierno y ayudan abiertamente a los partidos que apoyan al gobierno. Rusia también había evolucionado hacia un periodo de democracia al principio de la década de 1990, pero mientras que sigue habiendo elecciones, el control estatal sobre los medios de comunicación está aumentando y la oposición es difícil.
Otro ejemplo clásico de democracia iliberal es Singapur. Durante el liderazgo de Lee Kwan Yew, Singapur adquirió la independencia completa, primero de Reino Unido y después de Malasia en la década de 1960. En aquel tiempo, Malasia se organizó como una democracia relativamente liberal, aunque con algunas leyes sobre seguridad interna que permitían la detención sin juicio. Con el tiempo, cuando el gobierno del Partido de Acción Popular gobernante en Singapur consolidó el poder en las décadas de 1960 y 1970, estableció una serie de leyes y políticas que disminuyeron las libertades constitucionales (como el derecho de reunión o a formar asociaciones, teniendo en cuenta que había disturbios religiosos y raciales en ese tiempo), y extendió su influencia sobre los medios de comunicación, sindicatos, ONG y universidad. Consiguientemente, a pesar de que se celebran elecciones multipartido técnicamente libres e imparciales de manera regular, las realidades políticas en Singapur (incluyendo el miedo y la autococensura) hacen la participación en política desde la oposición extremadamente difícil, dejando el partido gobernante dominante como la única opción creíble en las encuestas. 
En un reportaje de la CNN de 2015, Zakaria dijo que Turquía bajo Recep Tayyip Erdoğan se ha convertido en un caso de democracia iliberal de manual. Erik Meyersson observa que utilizando la medida de libertad de la Freedom House, en 2015 Turquía ocupó el último lugar entre las democracias con elecciones, puntuando peor en la medida de libertad que algunos países que ni siquiera son considerados democracias electorales. Utilizando la misma medida de la libertad de Freedom House, Honduras, Bangladés y Pakistán eran las siguientes tres democracias más iliberales (en este orden). Meyersson también nota que a pesar de la autodeclaración iliberal de Hungría, no quedaba peor clasificada que Bulgaria y por delante de Serbia utilizando los criterios de la Freedom House.

## Relación con el populismo
Con los tipos diferentes y ejemplos diferentes de las ilustraciones mencionadas, un componente clave en el aumento de las democracias iliberales hoy en día es el populismo. Hay dirigentes populistas actuales — especialmente dentro de los estados occidentales — que tienen la tendencia a promover valores iliberales, un ejemplo notable es la exclusión  de inmigrantes y las afirmaciones abiertamente xenófobas. Esta ola ha sido denominada como "populismo xenófobo".
Los autores Cas Mudde y Cristóbal Rovira Kaltwasser hablan de la función del populismo en el deterioro de las democracias liberales y en abrir el camino hacia el aumento de democracias iliberales. Dentro del artículo, Mudde y Kaltwasser argumentan que el populismo —a pesar de estar rodeado por connotaciones negativas— es democrático en su naturaleza, ya que da una voz a las personas y sigue fuertemente la idea de la regla de las mayorías. El problema surge en las democracias liberales, como estos autores argumentan, ya que la democracia y los valores liberales se contradicen internamente el uno al otro. La democracia promete la regla de las mayorías mientras los valores liberales prometen la protección de las minorías. Además,  argumentan que el populismo es un producto de la democracia, pero en general los dirigentes populistas intentan utilizar el aspecto democrático de las democracias liberales para socavar el liberalismo. Esto está estrechamente relacionado con el discurso de Zakaria. Mudde y Rovira intentan establecer la idea que el aumento del populismo está socavando los valores liberales ya que el populismo en su núcleo rechaza la pluralidad y la protección de las minorías —a menudo los valores liberales evidentes.
Además, Sheri Berman apoya la idea que la democracia no incluyendo el liberalismo puede llevar a un régimen populista, en algunos aspectos algo peligroso, pero además argumenta que una situación con valores liberales sin un control democrático puede ser igual de peligrosa, ya que, argumenta mediante ejemplos históricos, esto puede llevar a un régimen oligárquico. Berman toma una perspectiva diferente sobre la función del populismo y argumenta que  es más bien el debilitamiento de las instituciones democráticas lo que ha llevado al aumento del populismo y el deterioro de democracias liberales. Cuando analiza este asunto, Berman a través del  ejemplo de Occidente (Estados Unidos y Europa), atribuye la causa de la vuelta populista al gobierno nacional a que desatiende los intereses de los ciudadanos medios en favor de las élites empresariales. En suma, Berman está intentando demostrar que el populismo ha llevado al aumento de democracias iliberales, mientras que el populismo ha arraigado en instituciones democráticas cuando están demasiado dirigidas por las élites.

## Crítica del concepto democracia iliberal
Escritores como Steven Levitsky y Lucan Way rechazan el concepto de democracia iliberal, diciendo que solo "enturbia las aguas", sobre la base de que si un país no tiene partidos de oposición y unos medios de comunicación independientes, no es democrático. Argumentan que términos como "democracia iliberal" no son apropiados para algunos de estos estados porque el término implica que estos regímenes son en su corazón democracias que han evolucionado mal. Levitsky y Way argumentan que estados como la República Federal de Yugoslavia bajo Slobodan Milošević, Zimbabue y la Rusia postsoviética nunca fueron verdaderamente democráticos y no se desarrollaron hacia la democracia, pero eran bastante tendentes hacia un comportamiento autoritario a pesar de haber elecciones, las  cuales eran a veces rudamente disputadas. Así, Levitsky y Way acuñaron un término nuevo para eliminar la connotación positiva de democracia de estos estados y distinguirlos de democracias defectuosas o en desarrollo: autoritarismo competitivo.
El autor Marc Plattner argumenta que la democracia y el liberalismo tienen una relación turbulenta, donde a lo largo de la historia ambos conceptos constantemente se repelen y se atraen. Plattner cree que el aumento de democracias iliberales es meramente parte de un ciclo de democratización, donde los estados que se democratizan a menudo evolucionan de liberales a tendencias iliberales. A partir de esto, Plattner cree que, mediante la asistencia cuidadosa de democracias consolidadas, estas 'democracias iliberales' pueden lentamente salir por sí mismas fuera de este ciclo.
Según un estudio de Michael K. Miller, politólogo de la Universidad George Washington, las elecciones autocráticas multipartido pronostican significativamente mejores resultados en salud, educación, igualdad de género y libertades básicas, en comparación con autocracias no electorales. Los efectos sobre la salud y la educación son tan fuertes como los de la democracia y son significativamente mejores que en una autocracia no electoral.